# Marek Piotrowski (muzyk)
Marek Piotrowski (Maru$) – producent muzyczny, kompozytor, aranżer, realizator dźwięku, pianista.
Ukończył PSM II Stopnia im. F. Chopina w Olsztynie na fortepianie. Skończył Policealne Studium Jazzowe w Warszawie. Absolwent Wydziału Jazzu i Muzyki Rozrywkowej Akademii Muzycznej w Katowicach. Jest laureatem licznych konkursów. Współpracował m.in. z Tworzywem Sztucznym (Fisz i Emade), Michałem Urbaniakiem, Natalią Kukulską, Agnieszką Chylińską. Założyciel i współautor sukcesu grupy Sistars. Od 2007 roku jest klawiszowcem zespołu Łąki Łan.

## Dyskografia
- Agnieszka Chylińska – Forever Child (2016)[1]